# هنتاي
الهنتاي (بالكانجي: 変態 بالهيراغانا: へんたい بالروماجي: Hentai)، هي كلمة يابانية تعني «تغير الشكل»، «المثلية» أو «تحول الخلقة». ولكن في اللغة العامية فهي تعني «مُنحَرف»، وبالتالي فهي تستعمل في العديد من دول العالم للإشارة إلى الأنمي، المانغا وألعاب الحاسوب ذات الطابع الجنسي. ولكن هذه الكلمة لا تستخدم نهائيًا لهذا الغرض في اليابان، إنما يستخدمون العبارة (18禁 جو هاتشي كِن) أي ممنوع البيع للأشخاص أقل من 18 عامًا أو (成年 سينِن) أي البالغ/الراشد.

## تاريخ الهنتاي
ظهر فن الهنتاي منذ قديم الأزل في الرسوم اليابانية، لكنه وفي ذلك الوقت لم يكن تحت هذا الاسم. تطور الهنتاي مع تطور تكنولوجيا الرسوم عامة وفن الأنمي خاصة، وبدأ عدد كبير من الرساميين اليابانين يتجه لهذا الفن. حتي أصبح الهنتاي الآن علم له قواعد وفروع عديدة يندرج تحتها العديد من الرسوم المخلة بالآداب والأخلاق. ويرجع السبب الرئيسي وراء هذا التوجه إلي أن للهنتاي القدرة علي تجسيد ما لا يمكن حدوثه في الواقع من أوضاع جنسية، إضافة إلي سهولة الانخراط في هذا المجال الذي علي غرار مجال البورن والأفلام الإباحية فهو لا يتعامل مع أشخاص حقيقيين يريدون حقوقًا، ولا يتعارض مع قوانين معظم الدول مما يسهل ترويج منتجاته.
وصل الحد برسامين الهنتاي إلي صناعة ألعاب خاصة به، حتي أن معظمها يمنع من دخول الولايات المتحدة وكندا، لتظل اليابان ودول آسيا من أكثر المرحبين بهذا الفن.

## أنواع الهنتاي
الهنتاي ليس فقط نوع واحد من الإباحية وإنما له أنواع وقصص خيالية من المستحيل أن يكون لها صلة بالواقع مثل أن تتكلم بعض القصص عن ولد يقع في غرام أمه فيقوم بإقامة علاقة جنسية معها سواء كان برضاها أم لم يكن، ويكون ذلك في بعض الأحيان خياليًا مثل أن يكون هنالك شيء سحري يجعله يفعل ذلك وأكثر ما ينتشر في الهنتاي هو أنمي اليوري والياوي فاليوري هو علاقة جنسية بين الفتيات وهذا أكثر مشاهدة بين العامة مثل أن تقع فتاة في غرام صديقتها أو أخت مع أختها أو مدرسة مع أحد طالباتها، أما الياوي فهو علاقة جنسية بين الأولاد وهو الأقل مشاهدة بين العامة وهو أن يقع اثنان من الفتيان سواء أكانا أصدقاء أم لم يكونا في علاقة غرامية، يقيمان علاقة جنسية وما إلى ذلك مثل أب مع ابنه وغير ذلك.

## أساس الهنتاي
الهنتاي دائمًا لا يبنى على الحقيقة ففي بعض الأحيان نجد أن بعض أفلام الهنتاي تكون خياليًة لدرجة أن بعض الأفلام نجد أن الشخصيات تستخدم السحر لكي تقيم علاقة مع من يحبون، وفي بعض الأحيان نجد الخيال العلمي مثل الكائنات الفضائية التي تقوم بالتجارب على البشر
أو آلات تقوم باللعب بأجسام الفتيات مثل الشغب الجنسي، وهنالك مثل الحيوانات التي تقوم بإقامة العلاقة الجنسية مع الفتيات، وهنالك أمور كثيرة خيالية تحصل للشخصيات في الأفلام ولكن هذا فقط بخصوص الأفلام، ولكن في بعض الأحيان تبنى صور الهنتاي على أنميات موجودة وشهيرة
مثل ناروتو ويوغي وون بيس والكثير من الأنميات الأخرى ما يعدلها رسامو الهنتاي لتكون هنتاي، مثل أن يقوموا بتحويل بعض الشخصيات من الذكورية لكي يصبحو إناثًا أو العكس، ومن المعروف أن أكثر شخصيات الهنتاي تميل أشكالها إلى التأنيث فتظنهم فتيات لهذا فمن السهل أن يقوم الرسام بتحويل الشخصية من الذكر إلى الأنثى، وهنالك الكثير من الشخصيات التي تتحول إلى فتيات في مسلسلات شهيرة ومنتشرة.

## أمثلة
- مسلسل الأنمي المسمي رانما ½ (ينبوع الأحلام)، وهو مسلسل أنمي كغيره لا يبني القصة علي الهنتاي ولكن في بعض مواقفه وأثناء تسلسل الأحداث لا يجد المخرج غضاضة في عرض الأشياء بطبيعتها، من ذلك التجرد من قيود الأخلاق في اختيار الألفاظ المعبرة، ولذلك فإنه يتمكن في كثير من الأحيان من إيصال الفكرة وإدخال الدعابة بطريقة يعجز عنها غيره، إلي أن دبلجته مركز الزهرة، وبعض مقاطع الهنتاي واضحة فيه في الحلقة 3